# بافی-لین ویلیامز
بافی-لین ویلیامز (انگلیسی: Buffy-Lynne Williams؛ زادهٔ march ۲۷, ۱۹۷۷ (۴۷ سال)) ورزشکار روئینگ اهل کانادا است.
وی در مسابقات کشوری و بین‌المللی در مجموع برندهٔ ۱ مدال برنز شده‌است.